# فرانسوا-أوغيست بارسوفال-غرانميزون
فرانسوا-أوغيست بارسوفال-غرانميزون (بالفرنسية: François-Auguste Parseval-Grandmaison)‏ (بالفرنسية François-Auguste Parseval-Grandmaison) (وُلد يوم 7 مايو 1759 - تُوفي 7 ديسمبر 1834) كان شاعرا ورسّاما فرنسيا وانتُخب سنة 1811 كعضو بالأكاديمية الفرنسية.

## وصلات خارجية
- Académie française: François-Auguste Parseval-Grandmaison